# کدورت

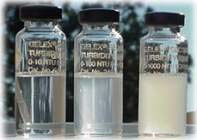
استانداردهای کدورت با مقیاس‌های ۵، ۵۰ و 500 NTU

توریدگی یا کدورت یا توربیدیتی (به انگلیسی: Turbidity) به گل آلودی یا کدر بودن یک سیال گفته می‌شود که ناشی از تعداد زیادی از ذرات منفرد است که معمولاً به چشم غیر مسلح نامرئی هستند، مانند دود در هوا. اندازه‌گیری کدورت یک آزمون کلیدی در تعیین کیفیت آب است.
سیالات می‌توانند حامل مواد معلق جامد با ابعاد مختلفی باشند. برخی از مواد معلق به اندازه کافی بزرگ و سنگین هستند که در صورت ساکن قرار گرفتن مایع به سرعت به انتهای ظرف رسیده و ته‌نشین می‌شوند (مواد جامدات ته‌نشین شونده)، اما ذرات کوچک بسیار کند آرام می‌گیرند یا در صورتی که نمونه به‌طور منظم آشفته شود یا حامل ذرات کلوئیدی باشد به هیچ عنوان ذرات ته‌نشین نمی‌شوند. همین ذرات جامد کوچک هستند که باعث کدر شدن مایع می‌شوند.
اندازه‌گیری کدورت (یا مه آلودگی) در جامدات شفاف مانند شیشه یا پلاستیک نیز کاربرد دارد. در تولید پلاستیک، مه آلودگی به عنوان درصد نوری که بیش از ۲٫۵ درجه از جهت نور دریافتی منحرف می‌شود تعریف می‌شود.

## عوامل

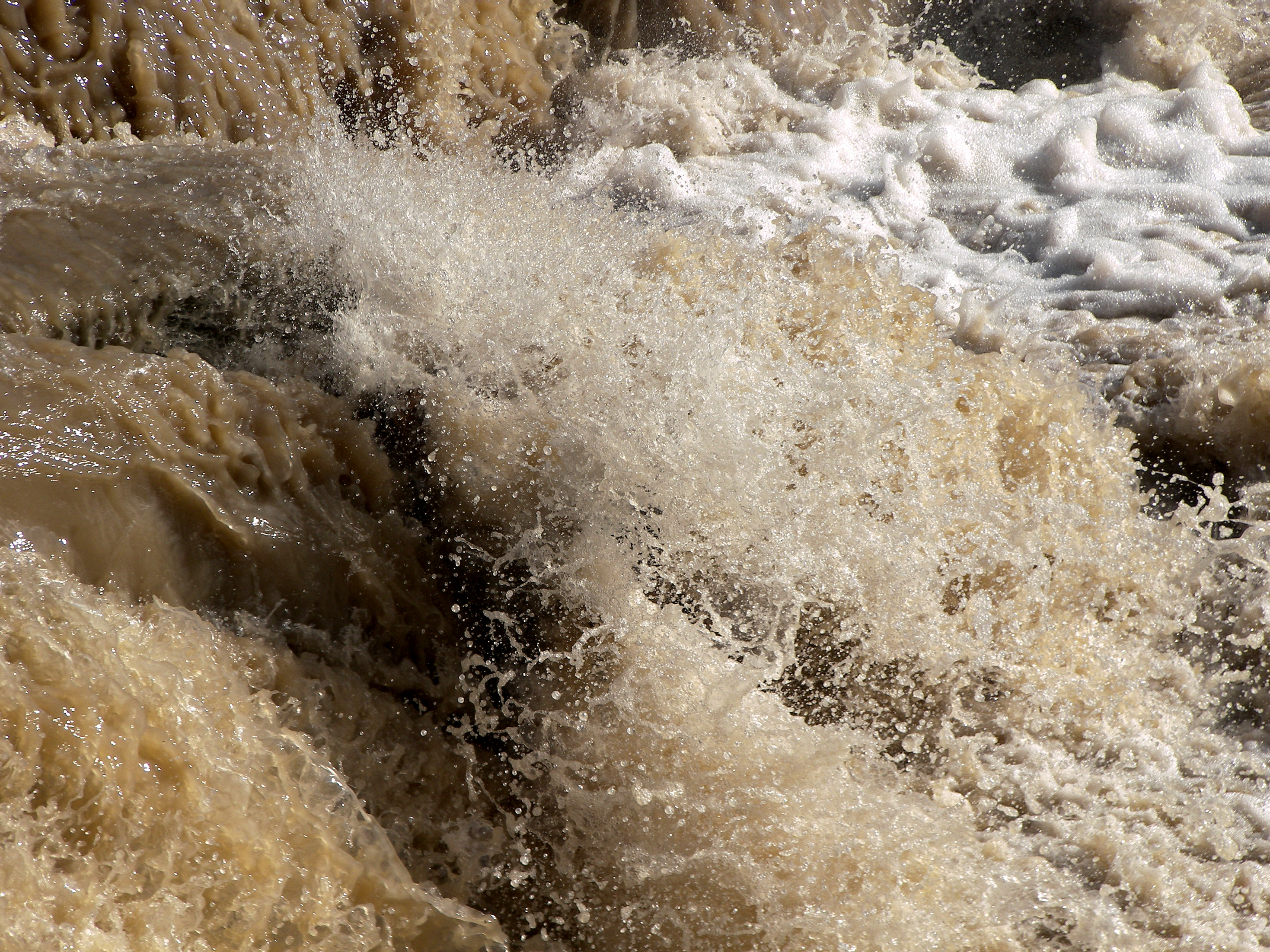
آب باران کدر

کدورت آب آزاد ممکن است ناشی از رشد فیتوپلانکتون‌ها باشد. فعالیت‌های انسانی مانند ساخت و ساز، معدن و کشاورزی، که باعث تخریب زمین می‌شود به دلیل رواناب و هوای طوفانی می‌تواند منجر به سطح رسوبات بالا شود. مناطقی که مستعد ابتلا به فرسایش هستند و نیز مناطق شهری، مقدار زیادی از کدورت را به آبهای مجاور اضافه می‌کنند از طریق آلودگی آب طوفان از سطوح سخت مانند جاده‌ها، پل‌ها و پارکینگ‌ها. بعضی از صنایع مانند معادن، استخراج معادن و بازیافت زغال‌سنگ می‌توانند حجم زیادی از ذرات کلوئیدی را تولید کنند.
در آب آشامیدنی، هر چه میزان کربنات بالاتر باشد، خطر ابتلا به بیماری‌های دستگاه گوارش بالاتر می‌باشد. این امر به ویژه برای افراد با سیستم ایمنی ضعیف مشکل‌زا است زیرا آلودگی‌هایی مانند ویروس‌ها یا باکتری‌ها می‌توانند به مواد جامد معلق متصل شوند. مواد جامد معلق با ضدعفونی آب به‌وسیلهٔ کلر مقابله می‌کنند، زیرا ذرات جامد به عنوان سپر برای ویروس‌ها و باکتری‌ها عمل می‌کنند. مواد جامد معلق می‌توانند از باکتری‌ها در مقابل استریلیزه سازی با اشعه ماوراء بنفش (UV) نیز محافظت کنند.